# التاريخ العسكري للولايات المتحدة
يمتد التاريخ العسكري للولايات المتحدة ليشمل فترة تزيد عن قرنين. خلال تلك الأعوام، تطورت الولايات المتحدة من دولة حديثة العهد تحارب بريطانيا العظمى سعيًا للاستقلال (1775–1783)، شهدت الحرب الأهلية الأمريكية البارزة (1861–1865)، ثم تعاونت مع الحلفاء وحققت النصر في الحرب العالمية الثانية (1941–1945)، لتصبح قوة عظمى منذ أواخر القرن العشرين وحتى اليوم.
أسس الكونغرس القاري عام 1775 الجيش القاري والبحرية القارية ومشاة البحرية القارية، وجعل من الجنرال جورج واشنطن قائد الجيش. استطاع هذا الجيش المُنشأ حديثًا، والذي حارب إلى جانب الجنود والبحارة الفرنسيين، تحقيق النصر على القوات البريطانية خلال الحرب، وقاد البلاد نحو الاستقلال عبر معاهدة باريس. جعل الدستور الجديد الذي أُقرّ عام 1789 رئيسَ الجمهورية قائدًا أعلى للقوات المسلحة، ومنح الكونغرس السلطة في فرض الضرائب وصياغة التشريعات وإعلان الحرب.
اعتبارًا من 2019، تتألف القوات المسلحة الأمريكية من القوات البرية وقوات مشاة البحرية والبحرية والقوات الجوية والقوات الفضائية الأمريكية، تخضع جميعها لقيادة وزارة الدفاع الأمريكية وحرس السواحل، والذي يخضع لسلطة وزارة الأمن الداخلي.
رئيس الولايات المتحدة هو رئيس الأركان، ويمارس سلطته عبر وزير الدفاع الأمريكي ورئيس هيئة الأركان المشتركة الأمريكية، وهو الذي يشرف على العمليات القتالية. يسيطر حكام الولايات على قوات الجيش ووحدات الحرس الوطني الجوي بغرض تحقيق أهداف محدودة. يملك الرئيس القدرة على توحيد وحدات الحرس الوطني، ويجمعها بحيث تخضع لسلطة وزارة الدفاع فقط.

## الحروب الاستعمارية (1620–1774)
تكمن بدايات القوات المسلحة الأمريكية في مستوطني التخوم المدنيين، والذين تسلحوا من أجل الصيد والبقاء على قيد الحياة في البرية. نُظم هؤلاء المدنيون المسلحون ضمن ميليشيات محلية لتنفيذ عمليات عسكرية صغيرة، معظمها ضد القبائل الأمريكية الأصلية، وأيضًا لمقاومة الغارات المحتملة التي تشنها القوات العسكرية الصغيرة التابعة للمستوطنات الأوروبية الأخرى. اعتمد الأمريكيون على الجيش النظامي البريطاني والبحرية أثناء أداء العمليات العسكرية الهامة.
في العمليات العسكرية الكبرى خارج المناطق المحلية، لم تُسخّر تلك الميليشيات لأداء مهام قتالية. بدلًا من ذلك، كانت المستعمرات تطلب متطوعين (وتدفع لهم أموالًا)، أغلب هؤلاء المتطوعين أعضاءٌ في تلك الميليشيات.
في الأعوام الأولى من فترة الاستعمار البريطاني لأمريكا الشمالية، جاءت العمليات العسكرية في المستعمرات الثلاث عشرة، والتي ستشكل الولايات المتحدة لاحقًا، نتيجة الصراعات مع سكان أمريكا الأصليين، مثل حرب البيكوات عام 1637 وحرب الملك فيليب عام 1675 وحرب ياماسي عام 1715 وحرب الاب رال عام 1772.
بدءًا من عام 1689، انخرطت المستعمرات في سلسلة من الحروب بين بريطانيا العظمى وفرنسا من أجل السيطرة على أمريكا الشمالية، وكانت حرب الملكة آن إحدى أهم تلك الحروب، فاستولى خلالها البريطانيون على مستعمرة أكاديا الفرنسية، بالإضافة إلى الحرب الفرنسية والهندية الأخيرة (1754–63) التي انتصرت فيها بريطانيا على كافة المستعمرات الفرنسية في أمريكا الشمالية. منحت تلك الحرب الأخيرة آلاف المستعمرين، من بينهم جورج واشنطن الذي كان عقيد جيش فرجينيا، خبرة عسكرية استفادوا منها خلال حرب الاستقلال الأمريكية.

### حرب أذن جينكنز (1739–1748)
كانت المنافسة بين بريطانيا العظمى وفرنسا في أوجها سعيًا للهيمنة على أمريكا الشمالية، بينما كان الصراع مع إسبانيا، التي تلاشت قوتها، صراعًا مهمًا لكنه ثانوي. بلغ الصراع الأخير ذروته خلال حرب أذن جينكنز، وهي الحرب التي مهدّت لحرب الخلافة النمساوية التي بدأت عام 1739 وحرّضت البريطانيين والمستعمرين الأمريكيين ضد الإسبان.
في المستعمرات الأمريكية، جاءت الحرب على شكل صراع تأرجحت كفته بين الإسبان في فلوريدا والهند الغربية والمستعمرين البريطانيين في مقاطعتي كارولينا الجنوبية وجورجيا. كانت أشهر حلقات ذلك الصراع رسوّ حملة بريطانية في جامايكا ونشوب معركة في قرطاجنة، الميناء الرئيس للمستعمرة الإسبانية في كولومبيا. جهزت مستعمرات البر الرئيس كتيبة كي تشارك في الغزوة وتندرج تحت صفوف الجيش البريطاني النظامي الخاضع للقيادة البريطانية. انتهت الحملة بشكل كارثي، لأسباب عديدة كأحوال الطقس والأمراض وفشل القادة البريطانيين، ولم يرجع من الأمريكيين الذين شاركوا في الغزوة سوى 600 فردٍ من أصل 3000.

## حرب الاستقلال (1775–1783)

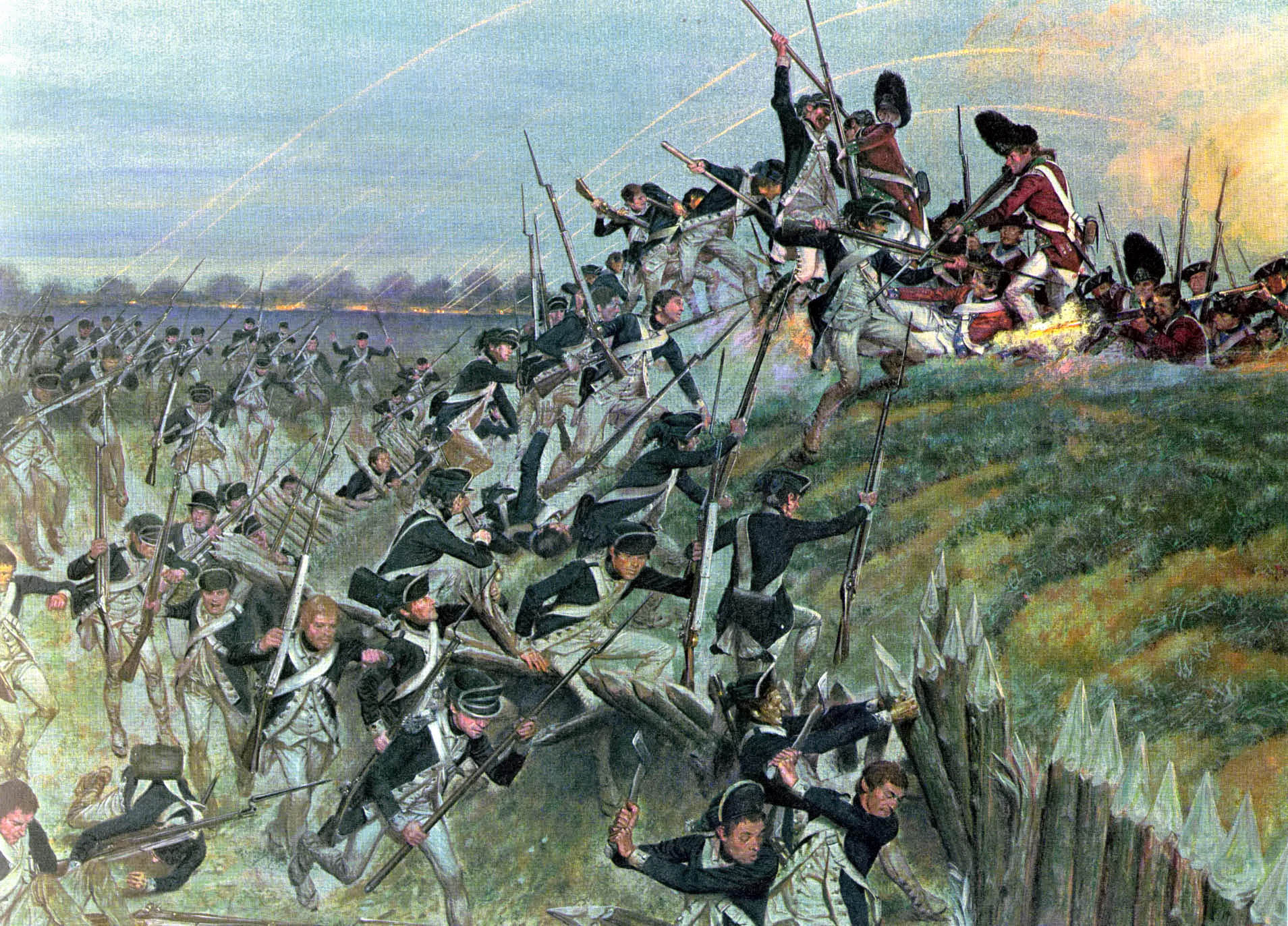
اقتحام المعقل رقم 10 أثناء حصار يوركتاون

وصلت التوترات السياسية النامية بين بريطانيا العظمى والمستعمرات الثلاث عشرة إلى أزمة عام 1774 عندما أخضعت بريطانيا مستعمرةَ خليج ماساتشوستس لقانون الأحكام العرفية بعدما اعترض الوطنيون على الضرائب المفروضة، والتي اعتبروها خرقًا لحقوقهم الدستورية بصفتهم مواطنين إنجليز. عندما بدأ إطلاق النار إبان معارك ليكسينغتون وكونكورد في أبريل عام 1775، سارعت كتائب الميليشيا إلى بوسطن آتية من كافة أنحاء نيو إنجلاند، وطوّقت الإنجليز في المدينة. عيّن الكونغرس القاري جورج واشنطن في منصب قائد أركان الجيش القاري المؤسس حديثًا بعد تعزيز قوته بميليشيات المستعمرات على مرّ الحرب. بالإضافة إلى الجيش، أنشأ الكونغرس البحرية القارية وقوات المشاة البحرية القارية. استطاع واشنطن دحر البريطانيين عن بوسطن، لكن في أواخر صيف 1776، عاد البريطانيون إلى نيويورك وكانوا على مقربة من أسر جيش واشنطن. في تلك الأثناء، طرد الثوار المسؤولين البريطانيين من المستعمرات الثلاث عشرة، وأعلنوا الولايات المتحدة دولة مستقلة في الرابع من يوليو عام 1776.
افتقد البريطانيون، في المقابل، القيادة الموحدة والاستراتيجية الواضحة لتحقيق النصر. استطاع البريطانيون، بعدما استعانوا بالبحرية الملكية، الاستيلاء على مدنٍ ساحلية، بينما استعصى عليهم فرض سيطرتهم على الأرياف. انتهت غارة بريطانية انطلقت من أراضي كندا عام 1777 بالاستسلام الكارثي للجيش البريطاني في معركة ساراتوغا. تزامنًا مع مجيء الجنرال فون شتويبن عام 1777، بدأ تدريب وضبط القوات الأمريكية على طول الخطوط البروسية، وبدأ تطور الجيش القاري ليتحول إلى قوة حديثة. دخلت فرنسا وإسبانيا الحرب بعدها في تحالفٍ مع الولايات المتحدة ضد بريطانيا العظمى، ما أنهى هيمنتها البحرية وأدى إلى تنامي الصراع ليصبح حربًا عالمية. انضمت هولندا لاحقًا إلى جانب فرنسا، فكانت جيوش الحلفاء متفوقة عدديًا على الجيش البريطاني في البر والبحر ضمن حرب عالمية، ولم يملك البريطانيون أي حليفٍ رئيس باستثناء القبائل الهندية والموالين للملكية وجنود هسن.
أدى تحوّل الاهتمام نحو الولايات الأمريكية الجنوبية عام 1779 إلى سلسلة من الانتصارات لصالح بريطانيا، لكن الجنرال ناثانيل غرين انخرط في حرب عصابات ولم يتمكن من تحقيق تقدّم استراتيجي. حوصر الجيش البريطاني الرئيس على يد القوات الأمريكية بقيادة واشنطن والقوات الفرنسية في يوركتاون عام 1781، وعندما منع الأسطول الفرنسي وصول المساعدة من البحرية الملكية، سعى البريطانيون للتفاوض من أجل السلام.

### جورج واشنطن
أثبت الجنرال جورج واشنطن (1732–1799) أنه إداري وضابط ممتاز، عمل بنجاح مع الكونغرس وحكام الولايات، وكان يختار ويراقب ضباطه الأصغر منه، ويدعم ويدرب جنوده مبقيًا جيشه الجمهوري جيشًا مثاليًا. كانت الإمدادات والخدمات اللوجستية أكبر تحدٍ واجهه، فلم يملك الكونغرس ولا الولايات قدرة على التمويل المادي من أجل توفير المعدات والذخيرة والملبس ورواتب الجنود، بل حتى إمدادات الطعام الخاصة بهم، على نحوٍ كافٍ. بصفته خبيرًا تكتيكيًا في المعارك، هُزم واشنطن مرارًا على يد أنداده البريطانيين. لكن من ناحية التخطيط والاستراتيجية، كان لدى واشنطن فكرة أفضل عن كيفية الفوز في الحرب مقارنة بالبريطانيين. بعث البريطانيون 4 جيوش غازية، فأجبرت إستراتيجية واشنطن الجيش الأول على الخروج من بوسطن عام 1776، وكانت خططه مسؤولة عن استسلام الجيشين الثاني والثالث في ساراتوغا (1777) ويوركتاون (1781).

## بدايات الفترة الوطنية (1783 – 1812)
في أعقاب الحرب الثورية الأمريكية، واجهت الولايات المتحدة احتمال نشوء صراع عسكري في عرض البحر وعلى التخوم الغربية أيضًا. كانت الولايات المتحدة قوة عسكرية صغيرة في ذلك الوقت، إذ لم يكن لديها سوى جيش متواضع وقوات مارينز وسلاح بحرية. حال الشك التقليدي بالجيوش النظامية إلى جانب الثقة بقدرات الميليشيات المحلية، دون إحداث جهاز ضباط محترف ووحدات مدربة تدريبًا جيدًا. فضل القادة الجيفرسونيون جيشًا صغيرًا وسلاح بحرية، خشية أن تورطَ مؤسسةٌ عسكرية كبيرة الولايات المتحدة في حروب خارجية متهورة، ولربما تسمح لطاغية محلي بالاستيلاء على السلطة.
في معاهدة باريس بعد الثورة، تنازل البريطانيون عن الأراضي الممتدة بين جبال الأبلاش ونهر المسيسيبي في الولايات المتحدة، دون الرجوع إلى قبائل الشاوني والشيروكي والتشوكتاو وقبائل أخرى أصغر تستوطن تلك المنطقة. ولأن قاتلت العديد من القبائل بكونها حليفةً للبريطانيين، فقد أجبرت الولايات المتحدة زعماء القبائل على توقيع تنازلٍ عن الأراضي في معاهدات ما بعد الحرب، وبدأت في تقسيم هذه الأراضي بهدف الاستيطان. أثار هذا حربًا في الإقليم الشمالي الغربي، كان أداء القوات الأمريكية فيها ضعيفًا. كبدت معركة نهر الواباش في عام 1791 أقسى هزيمة للولايات المتحدة على يد الهنود الأمريكيين. أرسل الرئيس واشنطن جيشًا حديث التدريب إلى المنطقة بقيادة الجنرال أنتوني واين، والذي هزم كونفدرالية الهنود بشكل حاسم في معركة الأخشاب الساقطة عام 1794.
عندما أعلنت فرنسا الثورية الحرب على بريطانيا العظمى في عام 1793، سعت الولايات المتحدة إلى التزام الحياد، لكن معاهدة جاي، التي كانت لصالح بريطانيا العظمى، أغضبت الحكومة الفرنسية، التي اعتبرتها انتهاكًا لمعاهدة التحالف المبرمة عام 1778. بدأت عمليات القرصنة التفويضية الفرنسية في الاستيلاء على السفن الأمريكية، مما أدى إلى «شبه حرب» غير معلنة بين البلدين. دارت في البحر من 1798 إلى 1800، حصدت الولايات المتحدة خلالها على سلسلة من الانتصارات في منطقة البحر الكاريبي. رُد جورج واشنطن من تقاعده لقيادة «جيش مؤقت» في حال شنت فرنسا غزوها، لكن الرئيس جون آدامز تمكن من التفاوض على هدنة وافقت فرنسا بموجبها على إنهاء التحالف السابق وإيقاف هجومها.

### الحروب البربرية
أرسل البربر على طول الساحل البربري (ليبيا الحديثة) قراصنة للاستيلاء على السفن التجارية واحتجاز طواقمها بغرض الحصول على فدية. دفعت الولايات المتحدة أموال الحماية حتى عام 1801، رفض بعدها الرئيس توماس جيفرسون الدفع وأرسل سلاح البحرية لتحدي الدول البربرية، فنجمت الحرب البربرية الأولى. بعد الاستيلاء على فرقاطة يو إس إس فيلادلفيا في عام 1803، قاد الملازم ستيفن ديكاتور هجومًا نجح خلاله في حرق السفينة المستولى عليها، ومنع طرابلس من استخدامها أو بيعها. في عام 1805، وبعد أن استولى ويليام إيتون على مدينة درنة، وافقت طرابلس على إبرام معاهدة سلامٍ. استمرت الدول البربرية الأخرى في الإغارة على السفن الأمريكية، حتى أنهت الحرب البربرية الثانية عام 1815 هذه العمليات.

## حرب عام 1812
كانت حرب عام 1812 أكبر عمل عسكري شاركت فيه الولايات المتحدة على الإطلاق خلال هذه الحقبة. لما كانت بريطانيا تخوض حربًا كبرى مع فرنسا النابليونية، فقد تمثلت سياستها بعرقلة الشحنات الأمريكية إلى فرنسا. سعت الولايات المتحدة إلى التزام الحياد مع مواصلة عمليات التجارة الخارجية. أوقفت بريطانيا التجارة وجندت البحارة على السفن الأمريكية في البحرية الملكية، رغم الاحتجاجات الشديدة. دعمت بريطانيا تمردًا للهنود في الغرب الأوسط الأمريكي، بهدف إنشاء دولة للهنود في تلك المنطقة تمنع التوسع الأمريكي. أعلنت الولايات المتحدة أخيرًا الحرب على المملكة المتحدة في عام 1812، وهي المرة الأولى التي تعلن فيها الولايات المتحدة الحرب رسميًا. غير متفائلة في هزيمة البحرية الملكية، هاجمت الولايات المتحدة الإمبراطورية البريطانية بغزو كندا البريطانية، على أمل استخدام الأراضي المستولى عليها كورقة مساومة. كان غزو كندا هزيمة كارثية، ومع ذلك حققت الحروب المتزامنة مع الهنود على الجبهة الغربية (حرب تيكومسيه وحرب الكريك) نجاحًا أكبر. بعد هزيمة نابليون في عام 1814، أرسلت بريطانيا جيوشًا مخضرمة كبيرة لغزو نيويورك والإغارة على واشنطن والإمساك بزمام السيطرة على نهر المسيسيبي في نيو أورلينز. مثّل غزو نيويورك إخفاقًا ذريعًا بعد انسحاب الجيش البريطاني الأكبر إلى كندا. نجح المغيرون في إحراق واشنطن في 25 أغسطس 1814، لكنهم صُدّوا في حملة خليج تشيزبيك خلال معركة بالتيمور إلى جانب مقتل القائد البريطاني. أوقف الغزو الأكبر في لويزيانا بمعركة عسكرية خسرها أحد الأطراف بالكامل إذ أسفرت عن مقتل أفضل ثلاثة جنرالات بريطانيين وآلاف الجنود. أما الفائزون فكانوا القائد العام لمعركة نيو أورلينز، اللواء أندرو جاكسون، الذي أصبح فيما بعد رئيسًا، والأمريكيون، الذين انغمسوا في فرحة النصر على أمة تفوقهم قوة. أثبتت معاهدة السلام نجاحها، ولم تخض الولايات المتحدة وبريطانيا الحرب مرة أخرى. وأما الخاسرون فكانوا الهنود الذين لم يحصلوا على أراضيهم المستقلة في الغرب الأوسط التي وعدت بها بريطانيا.

## الحرب مع المكسيك (1846 – 1848)
مع الزيادة السريعة في عدد سكان الريف، وجه الديمقراطيون نظرهم نحو الغرب بحثًا عن أراضٍ جديدة، وهي الفكرة التي أصبحت تُعرف باسم «القدر المتجلي». في ثورة تكساس (1835 – 1836)، أعلن المستوطنون الاستقلال وهزموا الجيش المكسيكي، لكن المكسيك كانت مصممة على إعادة احتلال المقاطعة التي خسرتها وهددت بشن حربٍ على الولايات المتحدة في حال ضمها لتكساس. ضمت الولايات المتحدة، المتفوقة حجمًا وقوةً، تكساس عام 1845 واندلعت الحرب عام 1846 حول قضايا الحدود.
في الحرب المكسيكية الأمريكية 1846 – 1848، شن الجيش الأمريكي هجومه تحت قيادة الجنرالين زاكاري تايلور ووينفيلد سكوت وغيرهم، وبعد سلسلة من الانتصارات (دون أي هزائم تذكر) استولى على نيو مكسيكو وكاليفورنيا وحاصر الساحل أيضًا واحتل شمال المكسيك ووسطها واستولى على العاصمة الوطنية. تضمنت شروط السلام شراء الولايات المتحدة للمنطقة الممتدة من كاليفورنيا إلى نيو مكسيكو مقابل 10 ملايين دولار.

## الحرب الأهلية الأمريكية (1861 – 1865)
بلغت التوترات المتراكمة بين الولايات الشمالية والجنوبية حول العبودية ذروتها فجأة بعد انتخاب أبراهام لنكولن عام 1860، المنتمي إلى الحزب الجمهوري الجديد المناهض للعبودية، رئيسًا للولايات المتحدة. انفصلت الولايات الجنوبية عن الولايات المتحدة وشكلت كونفدرالية مستقلة. داخل الولايات الكونفدرالية، حوصرت العديد من حصون الولايات المتحدة مع حاميات عسكرية لا تزال موالية للاتحاد. بدأ القتال في عام 1861 عندما فُتحت النار على حصن سمتر.
جاءت الحرب الأهلية الأمريكية في وقت لم يكن فيه الجانبان مستعدان لها. لم يكن جيش الشمال النظامي الصغير ولا ميليشيات الجنوب المشتتة قادرين على كسب حرب أهلية. تسابق كلا الجانبين على تشكيل جيوش – أكبر من أي قوات أمريكية حُشدت قبلًا – بدعوات متكررة للتطوع بدايةً، لكنهم لجأوا في النهاية إلى التجنيد الإجباري واسع النطاق وغير المرغوب لأول مرة في تاريخ الولايات المتحدة.
سعى الشمال في البداية إلى تحقيق نصر سريع بمحاولة الاستيلاء على العاصمة الكونفدرالية في ريتشموند، فرجينيا، على مقربة من العاصمة الأمريكية واشنطن. أمل الجنوب بالفوز من خلال إقناع بريطانيا وفرنسا بالتدخل، أو عن طريق استنفاذ عزم الشمال على القتال.
مع توقف القتال بين العاصمتين، حقق الشمال نجاحًا أكبر في الحملات الدائرة في أماكن أخرى، وباستخدامهم الأنهار والسكك الحديدية والبحار للمساعدة في نقل قواتهم الأكبر وإمدادها، وضعوا قبضة خانقة على الجنوب – خطة أناكوندا. امتدت الحرب عبر القارة وحتى عرض البحر. بعد أربع سنوات من الصراع الدموي المروع، ووقوع عدد من الضحايا أكبر من جميع الحروب الأمريكية الأخرى مجتمعة، أدى تعداد السكان الأكبر والقطاع الصناعي الأقوى في الشمال إلى سحق الجنوب ببطء. دُمر اقتصاد الجنوب وموارده، في حين ازدهرت مصانع الشمال واقتصاده بإشغال العقود الحكومية في زمن الحرب.
يُطلق على الحرب الأهلية الأمريكية في بعض الأحيان اسم «الحرب الحديثة الأولى» بسبب حشد وتدمير القاعدة المدنية - حرب شاملة – وبسبب استخدام العديد من الابتكارات التقنية العسكرية التي تشمل السكك الحديدية والتلغراف والبنادق وأسلوب حرب الخنادق والسفن الحربية المدرعة مع المدافع.